# Luitz-Morat
Luitz-Morat (5 de junio de 1884 - 11 de agosto de 1929) fue un actor, director y guionista cinematográfico de nacionalidad francesa.
Nacido en París, Francia, su verdadero nombre era Maurice Louis Radiguet.
Se conoce poco sobre sus comienzos, que él mismo se encargó de mitificar. Trabajó para Gaumont Film Company antes del inicio de la Primera Guerra Mundial, durante la cual fue condecorado con la Cruz de Guerra 1914-1918.
Se casó con la actriz Madeleine Ramey en 1913. Luitz-Morat falleció en París, Francia en 1929.

## Filmografía

### Actor
| - 1911 : La Vierge d'Argos - 1911 : Quand les feuilles tombent - 1911 : Le Fils de Locuste - 1911 : Le Fils de la Sunamite - 1911 : Héliogabale - 1912 : Les Noces siciliennes - 1912 : Tyrtée - 1912 : Le Maléfice - 1913 : Le Secret du forçat - 1913 : Une aventure de Bout de Zan - 1913 : L'Écrin du Rajah - 1913 : L'Angoisse | - 1913 : La Petite Danseuse - 1913 : L'Agonie de Byzance - 1913 : La Robe blanche - 1913 : Le Mort qui tue - 1913 : La Marche des rois - 1914 : La Petite Andalouse - 1914 : La Gitanella - 1917 : L'Esclave de Phidias - 1920 : Petit-Ange - 1920 : Les Cinq Gentlemen maudits - 1921 : Pervenche - 1927 : La Petite Chocolatière |

### Director
| - 1920 : Rien à louer - 1920 : Petit-Ange - 1920 : Monsieur le Bureau - 1920 : Les Cinq Gentlemen maudits - 1922 : La Terre du diable - 1922 : Le Sang d'Allah - 1922 : Au seuil du harem - 1923 : Petit ange et son pantin - 1924 : Surcouf | - 1924 : La Cité foudroyée - 1925 : La Course du flambeau - 1926 : Le Juif errant - 1926 : Jean Chouan - 1928 : La Ronde infernale - 1928 : Mein Leben für das Deine - 1929 : La Vierge folle |

### Guionista
- 1926 : Le Juif errant
- 1928 : Mein Leben für das Deine
- 1929 : La Vierge folle